# Алмейда, Пауло де (1933)
Не следует путать этого игрока с тезкой, игравшем в те же годы
Пауло де Алмейда (порт.-браз. Paulo de Almeida; 15 сентября 1933, Кампус-дус-Гойтаказис — 8 ноября 2013, Кампус-дус-Гойтаказис), более известный как Паулиньо (порт.-браз. Paulinho) — бразильский футболист, нападающий.

## Карьера
Паулиньо начал карьеру в клубе «Фламенго», куда он попал благодаря бизнесмену Бенедиту Розе, посоветовавшему молодого нападающего президенту «красно-чёрных», Жилберту Кардозу. Он дебютировал в команде 8 апреля 1951 года в матче с «Бонсусессо» (1:0). 31 июля 1951 года он забил первый мяч за клуб, поразив ворота «Америки» из Ресифи (3:0). В 1952 году Паулиньо помог клубу занять второе место в Лиге Кариоке, где сыграл одну встречу с «Сан-Кристован». А через год отпраздновал победу в этом турнире, где, однако, на поле не вышел, оставаясь во всех матчах соревнования на скамье запасных. В 1954 году клуб повторил это достижение, но здесь форвард уже выходил на поле, проведя 7 игр. А также забил решающий мяч в матче с «Васко да Гамой», который принёс победу в матче, но и во всём турнире. Годом позже «Фламенго» выиграл третий подряд титул. Это первенство было самым удачным для Паулиньо: он стал лучшим бомбардиром чемпионата с 23 голами, а бразильская пресса называла его лучшим игроком страны. Всего за клуб он выступал до 1957 года, проведя 143 матча (83 победы, 26 ничьих и 34 поражения) и забил 58 голов. Также он провёл две игры в 1958 году, последнюю из которых Паулиньо сыграл 22 июня против «Америки» из Рио-де-Жанейро (0:2).
В 1957 году Паулиньо перешёл в «Палмейрас». Там футболист оставался до 1959 года, проведя 109 игр (55 победам, 22 ничьи и 32 поражения) и забил 42 гола. В 1960 году он уехал в Аргентину, где играл за «Ривер Плейт» и «Эстудиантес».
В возрасте 80-ти лет он умер в Санта-Каса-да-Мисерикордии в Кампус-дус-Гойтаказисе от пневмонии. Он был похоронен на кладбище Каджу в Кампусе.

## Международная статистика
| Матчи Паулиньо за сборную Бразилии | Матчи Паулиньо за сборную Бразилии | Матчи Паулиньо за сборную Бразилии | Матчи Паулиньо за сборную Бразилии | Матчи Паулиньо за сборную Бразилии | Матчи Паулиньо за сборную Бразилии | Матчи Паулиньо за сборную Бразилии |
| ---------------------------------- | ---------------------------------- | ---------------------------------- | ---------------------------------- | ---------------------------------- | ---------------------------------- | ---------------------------------- |
| №                                  | Дата                               | Место проведения                   | Оппонент                           | Счёт                               | Голы                               | Турнир                             |
| 1                                  | 11 апреля 1956                     | Цюрих                              | Швейцария                          | 1:1                                | -                                  | Товарищеский матч                  |
| 2                                  | 15 апреля 1956                     | Вена                               | Австрия                            | 3:2                                | -                                  | Товарищеский матч                  |
| 3                                  | 21 апреля 1956                     | Прага                              | Чехословакия                       | 0:0                                | -                                  | Товарищеский матч                  |
| 4                                  | 25 апреля 1956                     | Милан                              | Италия                             | 0:3                                | -                                  | Товарищеский матч                  |
| 5                                  | 1 мая 1956                         | Стамбул                            | Турция                             | 1:0                                | -                                  | Товарищеский матч                  |
| 6                                  | 9 мая 1956                         | Лондон                             | Англия                             | 2:4                                | 1                                  | Товарищеский матч                  |

## Достижения

### Командные
- Победитель Лиги Кариоки: 1954, 1955

### Личные
- Лучший бомбардир Лиги Кариоки: 1955 (23 гола)